# Ferme de Bouteille-Haut
La ferme de Bouteille-Haut est une ferme quercynoise située sur le territoire de la commune de Marminiac dans le département français de la Lot.

## Situation
La ferme est construite à l'écart, sur une colline qui borde la vallée du ruisseau de la Masse, près de la route reliant Cazals à Marminiac, dans le département du Lot.

## Histoire
La ferme a été construite par une famille de laboureurs,  les Delbreil, attestée depuis le XIVe siècle qui est arrivée au niveau de la bourgeoisie locale au XVIIe siècle et XVIIIe siècle.
Un des membres de cette famille, établi au mas de Bouteille, Pierre de Brolhio, a été prêtre et a accédé au notariat royal en 1502.
La grande maison rurale a été construite à la fin du XVIIe siècle ou au début du XVIIIe siècle. L'ascension sociale des Delbreil peut se mesurer depuis le XVIe siècle au nombre de tours pigeonniers du mas de Bouteille.
En 1700, il y a Jean Delbreil au mas de Bouteille, son frère Pierre, laboureur à Lalande. Le fils de Jean Delbreil, Guillaume Delbreil a épousé en 1725 Jeanne Maury, fille d'un riche marchand du Périgord. Il est installé au mas de Bouteille et a exercé le métier de conseiller juridique. Son fils Jean est dit "bourgeois de Bouteille" et a entrepris d'agrandir sa maison de Bouteille en 1758 en passant un prix-fait avec un maçon de Cazals, Antoine Darnis. Il fait construire une troisième tour pigeonnier contenant une chambre avec cheminée, réaménager le puits et fermer la cour avec un beau portail. 
Autour de la cour ont été construits au cours du XIXe siècle la grange, l'étable, la bergerie, la porcherie et le four à pain.
Cette ferme a été inscrite au titre des monuments historiques le 22 mai 1995.